# 大女優殺人事件 (2018年のテレビドラマ)
『アガサ・クリスティ 二夜連続ドラマスペシャル 大女優殺人事件〜鏡は横にひび割れて〜』は、2018年3月25日21時 - 23時10分にテレビ朝日系にて放送されたテレビドラマ。アガサ・クリスティの『鏡は横にひび割れて』を原作とする。
主演は相国寺竜也警部役の沢村一樹。ミス・マープルに相当する人物は登場しない。
2017年3月に同局系列にて前後編が二夜連続で放送された『二夜連続ドラマスペシャル アガサ・クリスティ そして誰もいなくなった』で「探偵役」だった、警視庁捜査一課の相国寺警部を主人公に据え、現代の日本を舞台とした翻案版。『そして誰もいなくなった』に引き続き、長坂秀佳と和泉聖治がそれぞれ脚本と監督を手掛けている。
劇中では感染症の病名が「ジキ熱」（ジカ熱をもじったもの）となった。

## キャスト

### 警視庁捜査一課・特別捜査係
相国寺竜也（しょうこくじ りゅうや）
演 - 沢村一樹
警部。警視庁捜査一課の特別捜査係を率いて捜査に臨む。
多々良伴平（たたら ばんぺい）
演 - 荒川良々
兵隊島で起こった事件の際は相国寺の指揮の下、所轄である八丈島東署の警部補として捜査に当たったが、本作では異動によって本庁勤務となり相国寺の直属の部下となる。
岬笛子（みさき ふえこ）
演 - 水沢エレナ
相国寺の直属の部下。

### “神の館”のパーティー参加者
朝風沙霧（あさかぜ さぎり）
演 - 財前直見
女優。まど香との間には過去に男性を巡るトラブルがあったため、ライバル女優と呼ばれている。
谷口小雨（たにぐち こさめ）
演 - 川口春奈（幼少期：林眞子 / 少女期：生沼佳恋）
報道カメラマン。まど香の復帰に際し、密着取材を許され、最初の殺人事件が起きたパーティーの会場にもいた。
神ノ小路凛（かんのこうじ りん）
演 - 平岩紙
第一の被害者。公記の妻（再婚）。まど香のカクテルを飲んだ直後に死亡。「神の館」の前の持ち主。話好きで、まど香の大ファン。
松田松虫（まつだ まつむし）
演 - 磯村勇斗（幼少期：宇野蓮人 / 少年期：大西利空）
海堂付きスタッフ。海堂作品の大ファン。
朱田〆子（あかだ しめこ）
演 - 西尾まり
第二の被害者。海堂の秘書を15年間務める。アレルギー持ちで、薬を吸引した直後に死亡。
院殿寿郎（いんでん としろう）
演 - 長谷川朝晴
第三の被害者。「神の館」執事。何者かに「神の館」の2階から突き落とされ、死亡。
間場壮介（あいば そうすけ）
演 - 粟島瑞丸
「スポーツ毎朝」記者。
荒巻勘輔（あらまき かんすけ）
演 - 片桐竜次
まど香の主治医。
段原平臣（だんばら ひらおみ）
演 - 津川雅彦
芸能プロダクション社長。沙霧とは「パパ」と呼ばれるほど懇意にしている。
神ノ小路公記（かんのこうじ こうき）
演 - 中原丈雄
不動産グループCEO（凛の夫で婿養子）。「神の館」の前の持ち主。
海堂粲（かいどう あきら）
演 - 古谷一行
まど香の夫。映画監督で、彼女の復帰作の監督を務める。
綵まど香（いろどり まどか）
演 - 黒木瞳
女優。本名は「野中けい子」。体調を崩して休業していたが、夫が監督を務める作品で18年ぶりに復帰する。
復帰を記念して開かれたパーティーで最初の殺人事件が起きる。

### 南調布警察署
城森貢（じょうもり みつぐ）
演 - 猪野学
南調布署 刑事。
徳丸家忠（とくまる いえただ）
演 - 鼓太郎
南調布署 刑事。
飯崎敏八（いいざき としはち）
演 - 永倉大輔
鑑識員。
堀部安治（ほりべ やすはる）
演 - 中薗光博
南調布署 刑事。
軽鴨兵庫（かるがも ひょうご）
演 - 八嶋智人
南調布署 刑事（階級は警部）。
明智才子（あけち さいこ）
演 - 村井麻友美
南調布署 刑事。
八十島鉄男（やそじま てつお）
演 - 深月信之介
南調布署 刑事。

### その他
熊谷丈吉（くまがい じょうきち）
演 - 相島一之
「神の館」庭師。
花景日向（はなかげ ひなた）
演 - 福田成美（幼少期：吉原悠莉 / 少女期：星優南）
劇中のニュースキャスター。
佐々木
演 - 真田幹也
映画スタッフ。
その他
西村秀人、佐藤まり、石原身知子、藤倉みのり、宇賀神亮介 ほか

## スタッフ
- 原作 - アガサ・クリスティ 『鏡は横にひび割れて』
- 脚本 - 長坂秀佳
- 監督 - 和泉聖治
- 音楽 - 吉川清之
- アクション - 藤井祐伍
- 技術協力 - アップサイド、サウンドライズ
- 美術協力 - 京映アーツ
- ポスプロ - アムレック
- カースタント - ウェルムーブ
- チーフプロデューサー - 五十嵐文郎（テレビ朝日）
- ゼネラルプロデューサー - 内山聖子（テレビ朝日）
- プロデューサー - 藤本一彦（テレビ朝日）・山形亮介（角川大映スタジオ）
- 制作協力 - 角川大映スタジオ
- 制作著作 - テレビ朝日